# Sezam
Sezam (lat. Sesamum), biljni rod iz porodice sezamovki, čiji je najpoznatiji predstavnik indijski sezam (Sesamum indicum). Pripada mu dvadesetak vrsta jednogodišnjeg i višegodišnjeg raslinja sa jestivim sjemenkama.
Vrste preteče kultiviranog S. indicum nisu poznate jer nije poznata nijedna divlja vrsta osim S. malabaricum (danas S. indicum subsp. malabaricum), koji daje plodne hibride sa S. indicum. Prave divlje vrste sezama pronađene u tropskoj Africi i Indiji daju održivo F1 sjeme, ali F1 hibridi su sterilni, osim hibrida schenkii-indicum, koji pokazuju određenu plodnost na kraju sezone.

## Vrste
1. Sesamum abbreviatum Merxm.
2. Sesamum alatum Thonn.
3. Sesamum angolense Welw.
4. Sesamum angustifolium (Oliv.) Engl.
5. Sesamum calycinum Welw.
6. Sesamum capense Burm.fil.
7. Sesamum indicum L.
8. Sesamum integribracteatum (Engl.) Byng & Christenh.
9. Sesamum latifolium J. B. Gillett
10. Sesamum marlothii Engl.
11. Sesamum parviflorum Seidenst.
12. Sesamum pedalioides Hiern
13. Sesamum prostratum Retz.
14. Sesamum radiatum Schumach. & Thonn.
15. Sesamum reniforme (Abels) Byng & Christenh.
16. Sesamum rigidum Peyr.
17. Sesamum rosaceum (Engl.) J. C. Manning & Magee
18. Sesamum saxicola (E. A. Bruce) Byng & Christenh.
19. Sesamum schinzianum Asch. ex Schinz
20. Sesamum sesamoides (Endl.) Byng & Christenh.
21. Sesamum trilobum (Bernh.) Byng & Christenh.
22. Sesamum triphyllum Welw. ex Asch.

Kew na popisu ima i vrste:
1. Sesamum celebicum (Blume) Byng & Christenh.
2. Sesamum eriocarpum (Decne.) Byng & Christenh.
3. Sesamum eugeniae (F.Muell.) Byng & Christenh.
4. Sesamum forbesii (Decne.) Byng & Christenh.
5. Sesamum imperatricis (Vent.) Byng & Christenh.
6. Sesamum lepidotum Schinz
7. Sesamum papillosum (W.Fitzg.) Byng & Christenh.
8. Sesamum senecioides (Klotzsch) Byng & Christenh.
9. Sesamum zanguebarium (Lour.) Byng & Christenh.